# Tratado Global contra la Contaminación por Plásticos
El Tratado Mundial sobre la Contaminación por Plásticos es un acuerdo internacional que se encuentra en proceso de negociación por los Estados miembros de las Naciones Unidas. El instrumento está pensado para referirse a todo el ciclo de vida de los plásticos, incluyendo su diseño, producción y eliminación, estableciendo regulaciones jurídicamente vinculantes que mitiguen la contaminación producto de éstos materiales. El 2 de marzo de 2022, los Estados miembros votaron en reanudada quinta Asamblea de las Naciones Unidas para el Medio Ambiente (UNEA-5.2) para establecer un Comité Intergubernamental de Negociación (CNI) con el mandato de promover un acuerdo internacional jurídicamente vinculante sobre los plásticos. La resolución se titula “Fin de la contaminación por plásticos: hacia un instrumento internacional jurídicamente vinculante”.

## Cronología
Siguiendo lo establecido en la UNEA-5.2, el mandato especifica el inicio del trabajo del INC para fines de 2022 con el objetivo de "completar un borrador de acuerdo global jurídicamente vinculante para fines de 2024"
La elaboración del tratado comenzó con una reunión de un grupo de trabajo ad hoc de composición abierta en Dakar (Senegal), desde el 30 de mayo hasta el 1 de junio de 2022. Durante esa reunión, los Estados miembros establecieron un cronograma para las reuniones posteriores hasta fines de 2024, así como el reglamento y el alcance inicial para la primera reunión del INC.
- La primera reunión del comité de negociación (INC-1) tuvo lugar en Punta del Este, Uruguay, del 28 de noviembre de 2022 al 2 de diciembre de 2022. El orden del día contenía temas que incluían la adopción formal del reglamento.[7] Participaron más de 2.300 delegados de 160 países.

- La segunda reunión del comité de negociación (INC-2) tuvo lugar en París, Francia, del 29 de mayo de 2023 al 2 de junio de 2023.
- La tercera sesión (INC-3) tuvo lugar del 13 al 19 de noviembre de 2023 en la sede del Programa de las Naciones Unidas para el Medio Ambiente (PNUMA) en Nairobi, Kenia.[8][9]
- La cuarta sesión (INC-4) tuvo lugar del 23 al 29 de abril de 2024 en Ottawa, Canadá. En ella participaron 196 lobistas de la industria de combustibles fósiles, es decir, en un mayor número que científicos.[10][11][12]

- La quinta sesión, primera parte (INC-5.1) tuvo lugar del 25 de noviembre al 1 de diciembre de 2024 en Busan, República de Corea.[13]
- La quinta sesión, segunda parte (INC-5.2) está agenda para realizarse del 5 al 14 de agosto de 2025 en Ginebra, Suiza.[14]

En 2025, el tratado se ultimará en la conferencia de plenipotenciarios, como posibles anfitriones se ha considerado a Ecuador, Perú, Ruanda y Senegal.

## Contenido
Los Estados miembros acordaron que el tratado tendrá un alcance internacional, será jurídicamente vinculante y deberá abordar el ciclo de vida completo de los plásticos, incluyendo su diseño, producción y eliminación. También se ha argumentado que es necesario que el documento aborde los productos químicos que los plásticos contienen, como aditivos, auxiliares de procesamiento y sustancias añadidas involuntariamente.

## Apoyo al tratado
En el período previo a la UNEA-5.2, la mayoría de los Estados miembros de las Naciones Unidas expresaron su apoyo al avance de un tratado global. Otros grupos que han realizado declaraciones públicas sobre la necesidad de un tratado incluyen al sector empresarial, actores de la sociedad civil, pueblos indígenas, los trabajadores, los sindicatos, recicladores  y científicos.